# 王栄
王 栄（おう えい、? - 181年）は、後漢の霊帝の美人（側室）。献帝の生母。趙国邯鄲県の人。祖父は王苞。父は王章。兄は王斌。

## 経歴
豊満な女性で聡明かつ算数が得意であったという。家人子（下級女官）として後宮に入り、美人（嬪の位）となった。霊帝の寵愛を受けて、その子供を身籠った。皇后の何氏は気が強い女性であったため、王美人は懼れて堕胎薬を服用したが、効果がなかった。このとき、太陽を背負って歩くという夢を見たという。光和4年（181年）4月、結局劉協（後の献帝）を産むと、何皇后の嫉妬を受けて毒殺されたという。
永漢元年（189年）、董卓によって劉協が帝位に即けられた。興平元年（194年）、劉協は亡母に霊懐皇后の諡号を贈り、文昭陵に改葬した。
後漢の国母の中で、夫帝の諡号を付けられた唯一の側妃である。また、皇后として追贈された4年前（190年）、家臣たちは皇帝の正妻ではないことを理由に、恭懐皇后（和帝の母）、敬隠皇后（安帝の祖母）らの皇后号を奪うよう求め、献帝はこれに同意した。